# デイヴ・クラーク・ファイヴ
デイヴ・クラーク・ファイヴ（The Dave Clark Five）は、イギリスのビート・グループである。1960年代にブリティッシュ・インヴェイジョンのバンドとして活躍した。DC5と略されることもある。

## 略歴
ドラマーのデイヴ・クラークを中心にロンドン北部の下町トッテナムで1957年に結成し、1963年デビュー。「グラッド・オール・オーバー」のイギリスでのナンバーワンヒットで脚光を浴び、ビートルズの好敵手と目されるようになる。同曲はアメリカでは64年4月に6位まで上昇した。その後も欧米で言うところのソフト・ロックの有名曲「ビコーズ」などがヒット。同年アメリカへ進出。1964年から1967年夏までは本国よりもアメリカでの人気が高く「オーバー・アンド・オーバー」が1965年に全米ナンバーワンとなる（唯一の全米ナンバーワン）。
1967年夏、アメリカで最後の全米ツアーを行う。なお、英本国では「エブリバディ・ノウズ」（邦題：青空が知っている、1965年のEverybody Knowsとは同名異曲）が全英2位を記録しており、活動の中心がアメリカから本国へ移っていた。以後は1970年夏の解散まで英本国のみのTOP10ヒットを放ち続けた。また、前半はオリジナル曲中心だったが、後半は「恋をあなたに」など他者の曲を多くヒットさせている。ビートルズに続いて、カーネギーホールで公演を実施した（のちにブラスロックのシカゴもカーネギーでライブを実施し、ライブ盤を発表）。
バンドのサクソフォーン、バスドラムなどを含んだサウンドは、リバプールサウンドに対してトッテナム（トゥテナム）・サウンドとも呼ばれた。
テナーサックス兼リズムギター担当のデニス・ペイトンは2006年12月17日に逝去、リードボーカル/オルガン/ピアノ担当のマイク・スミスは2008年2月29日に64歳で亡くなる。
2008年にロックの殿堂入りを果たし、授賞式でのプレゼンターはトム・ハンクスが務め、締めくくりとしてジョーン・ジェットが「Bits and Pieces」をカヴァーした。

## ディスコグラフィ
- Glad All Over (US, 1964)
- The Dave Clark Five Return! (US, 1964) / A Session with The Dave Clark Five (UK, 1964)
- American Tour (US, 1964)
- Coast to Coast (US, 1964)
- Weekend in London (US, 1965)
- Having a Wild Weekend (US, 1965) / Catch Us If You Can (UK, 1965)
- I Like It Like That (US, 1965)
- Try Too Hard (US, 1966)
- Satisfied with You (US, 1966)
- 5 By 5 (US, 1967)
- You Got What It Takes (US, 1967)
- Everybody Knows (UK, 1967) / Everybody Knows (US, 1968)
- 5 by 5 = Go! (UK, 1969)
- If Somebody Loves You (UK, 1970)
- Good Old Rock'n'Roll (UK, 1971)